# Gargas (Haute-Garonne)
Gargas is een gemeente in het Franse departement Haute-Garonne (regio Occitanie) en telt 520 inwoners (1999). De plaats maakt deel uit van het arrondissement Toulouse.

## Geografie
De oppervlakte van Gargas bedraagt 7,3 km², de bevolkingsdichtheid is 71,2 inwoners per km².
De onderstaande kaart toont de ligging van Gargas (Haute-Garonne) met de belangrijkste infrastructuur en aangrenzende gemeenten.

## Demografie
Onderstaande figuur toont het verloop van het inwonertal (bron: INSEE-tellingen).